# NK Marsonia Slavonski Brod
NK Marsonia ist ein kroatischer Fußballverein aus der Stadt Slavonski Brod.

## Geschichte

Historisches Logo

NK Marsonia wurde 1909 gegründet und nach dem Zweiten Weltkrieg in NK Radnički sowie 1962 in BSK umbenannt. Seit 1992 heißt der Verein wieder Marsonia. 
Die größten Erfolge waren die drei Meisterschaften in der 2. HNL sowie die sechs Spielzeiten in der 1. HNL. 
Wegen nicht geleisteter Zahlungen wurde Marsonia in der Saison 2008/09 aus dem Spielbetrieb der 3. HNL Ost ausgeschlossen und spielt 2009/10 in der fünften Liga Kroatiens.

## Stadion
Das Stadion ist direkt am Fluss Save gelegen und fasst 10.000 Plätze. Die Fangemeinde nennt sich Legija (dt. Legion).

## Trainer
- Zlatko Kranjčar (2000–2001)

## Spieler
- Josip Weber (1982–1985)
- Boris Živković (1992–1993) Jugend, (1994–1996) Spieler
- Ivica Olić (1996) Jugend (1997–1998, 2000–2001)
- Mario Mandžukić (1996–2004) Jugend, (2004–2005) Spieler
- Matej Maglica (?–2015) Jugend